# ラマン効果

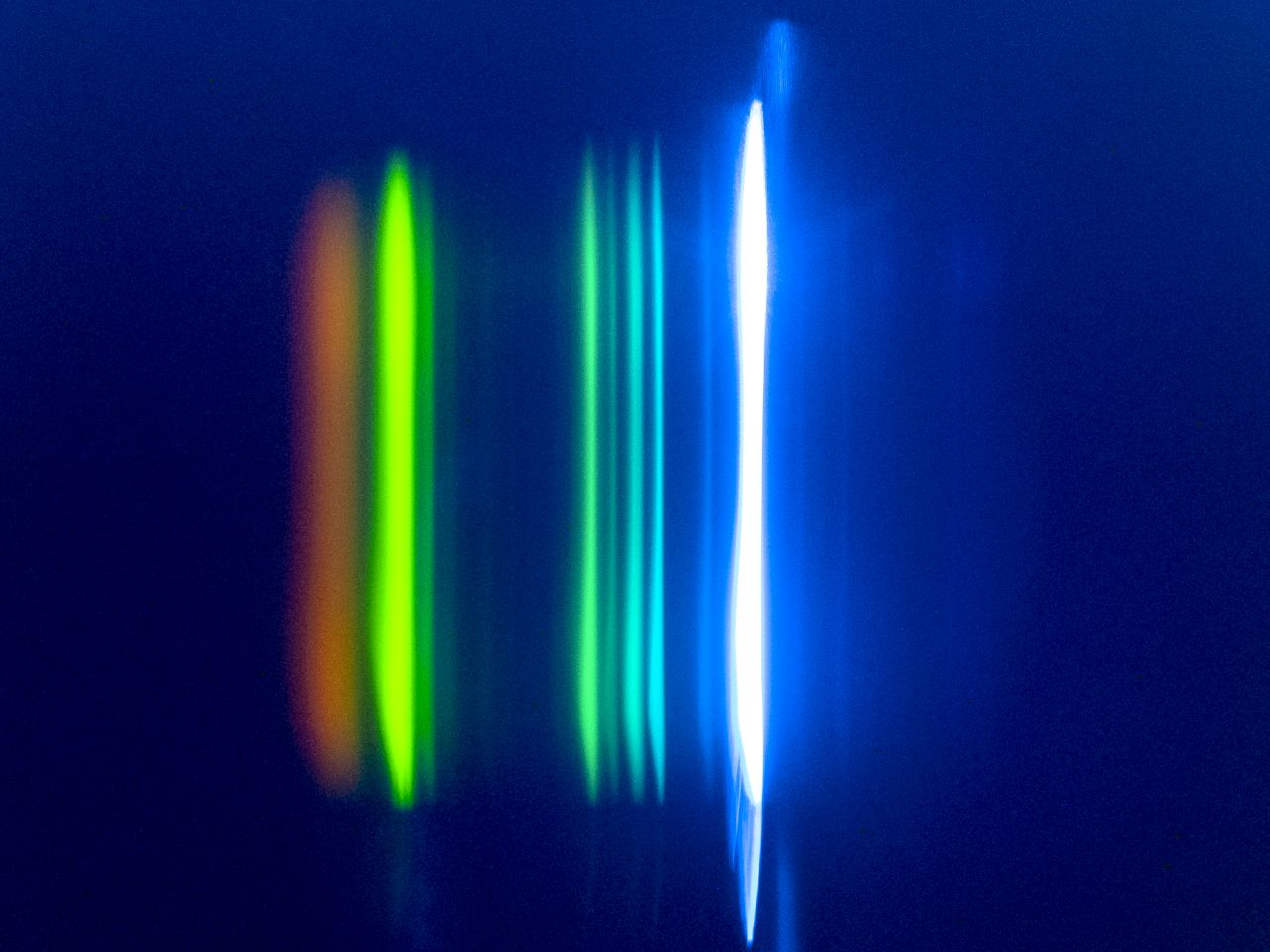
回折格子で分光したエタノールのレイリー散乱(最も明るい輝線)とラマン散乱(ほかの輝線).

ラマン効果（ラマンこうか）またはラマン散乱は、物質に光を入射したとき、散乱された光の中に入射された光の波長と異なる波長の光が含まれる現象。1928年インドの物理学者チャンドラセカール・ラマンとK・S・クリシュナンが発見した。

## 概要
ラマン効果は、入射するフォトンと物質との間にエネルギーの授受が行われるために起こる光の非弾性散乱である。ラマン効果による散乱光と入射光とのエネルギー差は、物質内の分子や結晶の振動準位や回転準位、もしくは電子準位のエネルギーに対応している。分子や結晶はその構造に応じて分子振動や光学フォノンなど、特有の振動エネルギーを持つため、単色光源であるレーザーを用いることで物質の同定などに用いられている（ラマン分光法節参照）。
物質に光が入射すると，ある確率で散乱光が発生し，入射光とは異なる方向に進むようになる。このとき，散乱光のほとんどは弾性散乱（レイリー散乱）となり, 散乱された光子は入射された光子と同じエネルギー（すなわち同じ振動数, 波長, 色）を持つ。レイリー散乱は光源の0.1%から0.01%の強さで発生するが，さらに微弱な割合（1千万分の1程度）は非弾性散乱となり,入射する光子とは異なるエネルギーを持つ。これがラマン散乱である。エネルギー保存則から, この現象によって物質はエネルギーを獲得したり失ったりする。
レイリー散乱は19世紀に発見され説明された。ラマン効果はインドの物理学者チャンドラセカール・ラマンの名前に由来する。ラマンは1928年に, 彼の学生K・S・クリシュナンとともにこの現象を発見した。この発見によってラマンは1930年にノーベル物理学賞を受賞した。ラマン効果は1923年にアドルフ・スメカルが理論的に予測していた。

## 歴史
入射光と等しいエネルギーの光が散乱光となる弾性散乱は，19世紀から知られるレイリー散乱に加え，1908年に発見されたミー散乱がある。
光の非弾性散乱は1923年にアドルフ・スメカルによって予言され, 古い独語文献ではスメカル・ラマン効果と呼ばれている。1922年, インドの物理学者チャンドラセカール・ラマンは「分子による光の散乱」という論文を出版し, それは最終的に1928年2月28日のラマン効果の発見につながった。ラマン効果の最初の報告はラマンと彼の共同研究者のK・S・クリシュナンによるものと、グリゴリー・ランズベルクとレオニード・マンデルスタムがモスクワで1928年2月21日に出したもの (ラマンとクリシュナより1週間早かった)である。ソビエト連邦ではラマンの貢献は常に議論されてきた。従ってロシアの科学的文献では通常、 この効果は"combination scattering"や"combinatory scattering"と呼ばれている。ラマンは1930年に光の散乱に関する業績でノーベル賞を受賞した。
1998年にラマン効果は, 液体, 気体, 固体の組成を解析するツールとしての有用性が認められ, 米国化学会によってNational Historic Chemical Landmarkに指定された。

## 原理
ラマン効果は光と物質の相互作用に伴う光散乱現象のひとつである。下記のとおり古典論では分極率の変調による光周波数変化に対応するが、共鳴効果や選択則、強度などを考えるには量子論による取り扱いが必要である。

### 古典論
古典的には、ラマン効果は光が物質に入射した時、固体や分子の振動・回転等により光が変調され、その結果生じたうなりが、もとの波長とは異なる波長の光として観測されることに対応する。
一般に、原子・分子に光が照射されると、光電場によって電気双極子モーメント
{\displaystyle {\begin{aligned}{\mathit {P}}=\alpha {\mathit {E}}\end{aligned}}}
が誘起される。αは分極率、E は光の電場である。
ここで、分極率αが、分子のある振動（振動数νvibであるとする）によって
{\displaystyle {\begin{aligned}\alpha =\alpha _{0}+\alpha _{1}\cos 2\pi \nu _{vib}{\mathit {t}}\end{aligned}}}
のように変化していたとする。（t は時間）

また入射光の電場E が振幅E0 、振動数νinを用いて
{\displaystyle {\begin{aligned}{\mathit {E}}={\mathit {E}}_{0}\cos 2\pi \nu _{in}{\mathit {t}}\end{aligned}}}
と書けたとする。
このとき、誘起双極子モーメントP は
{\displaystyle {\begin{aligned}{\mathit {P}}&=\alpha {\mathit {E}}=(\alpha _{0}+\alpha _{1}\cos 2\pi \nu _{vib}{\mathit {t}}){\mathit {E}}_{0}\cos 2\pi \nu _{in}{\mathit {t}}\\&=\alpha _{0}{\mathit {E}}_{0}\cos 2\pi \nu _{in}{\mathit {t}}+{\frac {1}{2}}\alpha _{1}{\mathit {E}}_{0}\cos 2\pi (\nu _{in}-\nu _{vib}){\mathit {t}}+{\frac {1}{2}}\alpha _{1}{\mathit {E}}_{0}\cos 2\pi (\nu _{in}+\nu _{vib}){\mathit {t}}\end{aligned}}}
となり、ここで出てきた第2項・第3項がラマン散乱光に対応する。
実際には、電場は3次元空間のベクトルであり、分極率は6つの独立な成分を持つ2階の対称テンソルである。
ラマン散乱にはレイリー散乱の振動数より低くなったストークス成分と、レイリー散乱の振動数より高くなった反ストークス（アンチ・ストークス）成分があるが、上式の第2項がストークス成分・第3項が反ストークス成分となる。

### 量子論

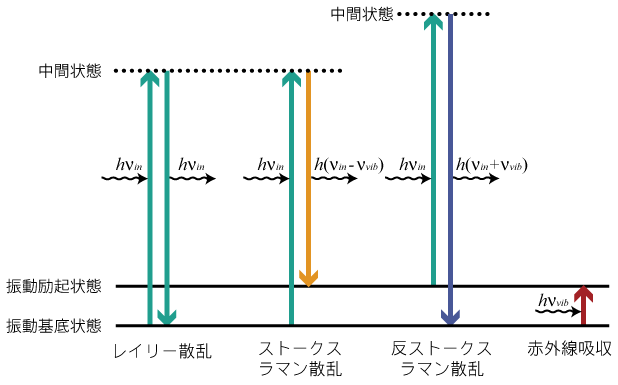
ストークス・反ストークスラマン散乱過程と、レイリー散乱、赤外線吸収の各光学過程

量子論による描像では、入射光・ラマン散乱光の2個の光子により、振動準位が中間状態を経由して変化する。
このうち、振動基底状態から振動励起状態への遷移がストークス成分、振動励起状態から振動基底状態への遷移が反ストークス成分となる。このことから、ラマン散乱のストークス・反ストークス成分の強度比は物質が各々の振動基底状態、振動励起状態をとる確率の比を反映することになる。
自然放出による自発ラマン散乱の場合、クラマス-ハイゼンベルク-ディラック(KHD)の分散式と断熱近似、Placzekの分極率近似より、ラマン散乱が起きる確率（もしくは強度）は、古典論における分極率テンソルの変調成分（上述のα1）に対応した量であるラマン散乱テンソルaで表される。ラマン散乱テンソルaのσ、ρ成分は次のように表される。
{\displaystyle {\mathit {a}}_{\rho \sigma }=\sum _{e\neq m,n}\left\{{\frac {\left\langle m\right|D_{\sigma }\left|e\right\rangle \left\langle e\right|D_{\rho }\left|n\right\rangle }{E_{e}-E_{m}-E_{i}-i\Gamma _{e}}}+{\frac {\left\langle m\right|D_{\rho }\left|e\right\rangle \left\langle e\right|D_{\sigma }\left|n\right\rangle }{E_{e}-E_{n}+E_{i}+i\Gamma _{e}}}\right\}}
ここで|m>, |n>, |e>は各々始状態、終状態、中間状態を、Em 、En 、Ee 、Ei は各々始状態、終状態、中間状態のエネルギー準位と、入射光のエネルギー。またDσ 、Dρ は物質の双極子モーメント演算子であり、Γ は共鳴条件でαの発散を防ぐために導入されたダンピング定数である。

## 共鳴ラマン散乱
ラマン散乱の中間状態は特定の振動状態や電子状態（振電状態）ではなく、多くの状態の集合とみなされるが、入射光のエネルギー近傍に対応する電子状態が存在する場合、中間状態が特定の振電状態となり、ラマン散乱強度が著しく増大する。これを共鳴ラマン散乱と呼び、電子状態による共鳴効果を利用して元々は非常に弱いラマン信号を検出可能にする手法としても用いられている。
共鳴ラマン散乱では分極率近似が成立しない。よってラマン散乱テンソルは非対称になりうる。つまり通常ではラマン不活性であるものが、共鳴ラマン散乱では活性になりうる。

## 非線形ラマン効果
ラマン散乱の光学過程を含む非線形光学過程として、誘導ラマン散乱、ラマン増幅、逆ラマン、コヒーレント・反ストークスラマン散乱(CARS)、コヒーレント・ストークスラマン散乱(CSRS)、ハイパーラマン散乱などがあり、非線形ラマン効果として様々な応用例がある。

### 誘導ラマン散乱とラマン増幅
通常のラマン散乱は「自発ラマン散乱」とも呼ばれ、ランダムな時間間隔で、入射された多数の光子のうちの一つが物質によって散乱される。
一方、「誘導ラマン散乱」はいくつかのストークス光子が既に自発ラマン散乱により生成されている（かつ何らかの理由で物質内に残っている）場合、もしくは意図的にストークス光（シグナル光）を元々の光（ポンプ光）と同時に入射している場合に生じる。このような場合、ラマン散乱レートは総計で自発的ラマン散乱のものよりも飛躍的に増加する。ポンプ光子がより高速に新たなストークス光子に変換されるのである。より多くのストークス光子が存在すれば、より速く変換が起こる。実効的には、ポンプ光の存在によりストークス光が「増幅」されるので、ラマン増幅器やラマンレーザーに応用される。
誘導ラマン散乱は非線形光学現象であり、三次の非線形感受率 {\displaystyle \chi ^{(3)}}を用いて記述することができる。

### 空間的コヒーレンスの必要性
励起光中の点 A と 点 B が互いに x だけ離れているものとする。一般的に、励起周波数は散乱されたラマン周波数と等しくないので、対応する波長 λ および λ' も等しくない。したがって、位相シフト Θ = 2πx(1/λ − 1/λ') が引き起こされる。Θ = π の場合、点Aと点B由来の散乱光は互いに打ち消しあい、AB方向についてのラマン散乱光は弱くなってしまう。
ここで、複数の入射光を用いてビームを交差させることで、入射光と散乱光の位相シフトが起きない方向ができることがあり（位相整合条件）、この場合非線形ラマン散乱は光ビームとして出力される。こうした非線形ラマン散乱光を効率よく得るためには、いくつかの位相整合の技法が存在する。
- 光学的に非等方な結晶中では、二つの偏光の異る光線の伝播モードに対して屈折率が異る場合がある。もし、これらのモード間で四重極（ラマン）共鳴によるエネルギー移動が存在するとき、位相は全経路にわたってコヒーレンスを保ち、エネルギーの移動も大きくなりうる。これを光パラメトリック増幅器と呼ぶ。
- うなりが現われないように、光をパルスにすることもできる。
これがインパルシブ誘導ラマン散乱 (ISRS) であり、パルス長は関連する時定数よりも短くなくてはならない。ラマン光と入射光との干渉がうなりの出現を許すには短すぎるため、周波数シフトはおおよそ、ベストな条件でパルス長の三乗に反比例する。パルス長が長すぎると ISRS は非常に弱くなってしまうため、実験室内でこれを達成するにはフェムト秒レーザーパルスを用いる必要がある。したがって、ISRS は通常の時間的コヒーレント光の生成に使われるナノ秒パルスでは達成できない。

## 応用
ラマン分光法は、ラマン効果を物質分析に利用する。ラマン散乱を受けた光のスペクトルはそこに存在する構成分子によって違うため、このスペクトルを調べることにより物質を同定および分析することができる。ラマン分光法は気体、液体、固体を問わず幅広い物質を分析することができる。生物や人体組織などの非常に複雑な物質でもラマン分光法により分析することが可能である。
対象が固体の場合、ラマン散乱は高周波数のフォノンやマグノンを検知する道具として使うこともできる。
ラマンLIDAR（ライダー）は、大気物理において大気の消光率の計測や水蒸気の垂直分布の計測に応用されている。
誘導ラマン遷移は捕捉イオンのエネルギー準位操作に広く応用されており、これに基いて量子ビット状態を構成することもできる。
ラマン分光法は赤外吸収スペクトルを持たない分子の結合長や結合定数の計測にも応用することができる。
ラマン増幅を応用する光増幅器も存在する。

### ラマン分光法

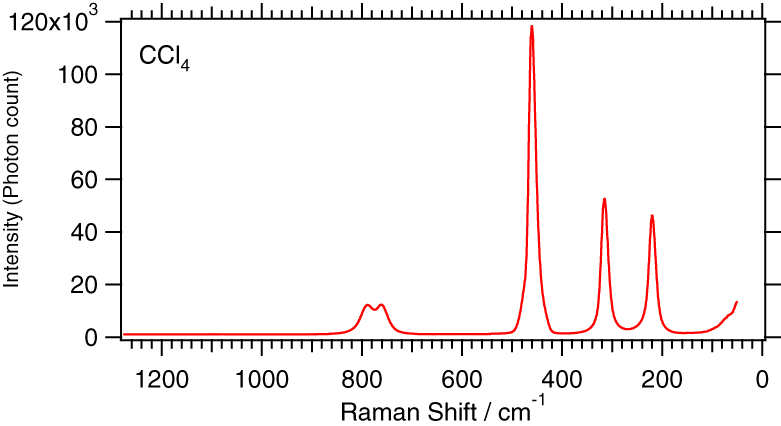
四塩化炭素のラマンスペクトル。ピークの各々が特定の分子振動に対応する。

ラマン散乱光の振動数と入射光の振動数の差（ラマンシフト）は物質の構造に特有の値をとることから、ラマン効果は赤外分光法と同様に分子の構造や状態を知るための非破壊分析法として利用されている。ラマン散乱と赤外線吸収の選択則は異なるため、赤外分光法とは相補的関係にある。しかし赤外分光法によって得られるのは吸収スペクトルであり、ラマン分光法で得られるのは散乱スペクトルであるので本質的に考え方は異なる。
現代では、光源として単色光であるレーザー光を物質に照射して、発生したラマン散乱光を分光器、もしくは干渉計で検出することでラマンスペクトルを得ることができる。通常、ラマンスペクトルは縦軸にラマン散乱強度、横軸にラマンシフト（波数、単位は通常cm-1）をとったグラフとなる。

### 超連続スペクトルの生成
高強度連続波(CW)レーザーの場合、SRS を用いてスペクトルを広帯域化することができる。この過程は、二つの入射フォトンの周波数が等しく、フォノンのエネルギー分だけ放射スペクトルが入射フォトンのものから二つのバンドに分かれているような、四光波混合過程の特殊な場合と見ることができる。最初のラマンスペクトルは自発放射により生じ、その後増幅されていく。長い光ファイバー内を高いポンプレベルに保つことで、生じたラマンスペクトルを新たな出発点として高次のラマンスペクトルが生じていき、連鎖的に振幅を減じながらスペクトルが拡がっていく。最初の自発放射過程に起因する固有ノイズの不利は、最初のスペクトルに種を混入させたり、フィードバックループを共鳴器のように用いて過程を安定化することにより克服することができる。この技術は急速に進歩しているファイバーレーザー分野に適しており、ブロードバンド通信や撮像法における横コヒーレント高強度光源への需要のため、近い未来にラマン増幅およびスペクトル生成の幅広い応用が期待される。